# René Magritte
René François Ghislain Magritte, belgijski surrealistični slikar, * 21. november 1898, † 15. avgust 1967.

## Življenje
Magritte se je rodil v kraju Lessines v provinci Hainaut leta 1898 kot najstarejši sin krojača Léopolda Magritta in klobučarke Adeline. Z učnimi urami risanja je začel leta 1910. Dve leti kasneje (1912) je njegova mati storila samomor, ko se je utopila v reki Sambre. Margitte je bil prisoten, ko so njeno truplo dvigali iz vode in ta podoba je verjetno vplivala na serijo slik, ki jih je ustvaril med letoma 1927 in 1928. Slike predstavljajo ljudi z blagom pred obrazom, tako da se obraza ne vidi. Taka slika je npr. Ljubimca. Magrittu razlage njegovih slik, ki so govorile, da tisto blago oponaša materino nočno obleko, ki jo je nosila, ko so jo dvigali iz reke Sambre, niso bile všeč. Dejstvo je, da gre le za izraz njegove osebne domišljije in nevroze, za katero je trpel. Magritte je študiral na Kraljevi akademiji za fino umetnost v Bruslju dve leti do leta 1918. Leta 1922 se je poročil z Georgette Berger, ki jo je prvič srečal leta 1913. 
Magritte je delal kot pomočnik oblikovalec v tapetni tovarni, kjer je do leta 1926 ustvarjal posterje in reklamne plakate. Nato je sklenil pogodbo z galerijo Galerie la Centaure v Bruslju, kar mu je omogočilo, da je lahko cel delovnik prebil z risanjem in ustvarjanjem. Istega leta je nastala njegova prva surrealistična slika Izgubljeni jezdec, ki jo je razstavil v Bruslju leta 1927. Neugodne kritike so Magritte užalostile, zato se je preselil v Pariz, kjer se je spoprijateljil z Andréjem Bretonom in vpletel v skupino surrealistov. Ko so zaprli galerijo Galerie la Centaure in se je njegova pogodba končala, se je vrnil v Bruselj, kjer je živel od oglaševanja in z bratom ustanovil agencijo, s katero je zaslužil dovolj za življenje.
Surrealistični pokrovitelj Edward James je Magrittu v začetku njegove kariere dovolil, da živi v njegovem domu v Londonu brez najemnine in ustvarja. James je zato osrednja figura dveh Magrittovih slik. Med nemško okupacijo Belgije v drugi svetovni vojni je ostal v Bruslju, kjer se je sprl z Bretonom. V tem času se je odrekel nasilju in pesimizmu njegovih zgodnjih del, čeprav se je k tem temam vrnil kasneje. 
Magritte je umrl leta 1967 za rakom trebušne slinavke. Pokopali so ga na pokopališču Schaarbeek v Bruslju. Zanimanje javnosti za njegove slike se je močno povečalo v 60. letih, ko so njegova dela vplivala na pop art, minimalistično in konceptualno umetnost. Leta 2005 so Magritta uvrstili na 8. mesto najpomembnejših Belgijcev, medtem ko je v flamski verziji lestvice zasedel 8. mesto.

## Filozofski in umetniški položaj
Kot je značilno za odličnega tehnika, njegova dela pogosto prikazujejo vzporednost običajnih predmetov sredi neobičajnega konteksta, kar daje znanim stvarem nove pomene. Predstavitvena uporaba predmetov je najbolje vidna na sliki Varljivost podob, ki prikazuje pipo, ki izgleda, kot da je model v reklami za tobačno trgovino. Pod sliko je Magritte zapisal: To ni pipa. (Ceci n'est pas une pipe), kar se zdi nasprotje, a je dejansko gola resnica: slika ni pipa, pač pa podoba pipe. 
Magritte je enak pristop uporabil, ko je naslikal jabolko: realistično je naslikal jabolko in nato uporabil odsek slike ali okvirja, kjer je zanikal, da je ta predmet jabolko. V teh tako imenovanih Ceci n'est (To ni) slikah Magritte poudarja, da ne glede na to, kako natančno poslikamo neki predmet v realistični umetnosti, nikoli ne ujamemo predmeta samega – ne moremo kaditi pipe s sliko pipe.
Njegova umetnost prikazuje bolj reprezentativni slog surrealizma v primerjavi z avtomatičnim slogom, ki ga najdemo v delih Joana Mirója. Kot nadgradnja teh fantastičnih elementov se v njegovih slikah često zrcali šaljiva in zabavna nit. Ustvaril je tudi vrsto surrealističnih različic nekaterih znanih slik.
Magritte je svoje slikanje opisal z besedami:
Moje slike so vidne podobe, ki ne zakrijejo ničesar; zbudijo skrivnostnost in, zares, ko kdo vidi kako od mojih slik, se vpraša preprosto vprašanje: 'Kaj to pomeni?' To ne pomeni nič, ker tudi skrivnostnost ne pomeni ničesar, je neznana.

## V popularni kulturi
60. leta so prinesla večje osveščenje javnosti o Magrittovih delih. Eden izmed načinov, kako so njegove slike postale slavne, je skozi ovitke rockovskih albumov; zgodnji primeri vključujejo album Beck-Ola skupine Jeff Black leta 1969 (prikazuje Magrittovo Poslušajočo sobo), leta 1974 album Jacksona Browna Late for the Sky (prikazuje njegova Kraljestvo svetilnika) in album Firesign Thetreja Just Folks . . . A Firesign Chat (prikazuje njegove Skrivnosti obzorja). Član britanske folk-rock skupine Lindisfarne Alan Hull je uporabil Magrittovi sliki na dveh solo albumih v letih 1973 in 1979. Styx je prilagodil Magrittovo delo Bela karta za svoj album The Grand Illusion leta 1977, medtem ko je delo Načelo zadovoljstva leta 1979 krasilo album Garyja Numana. Z isto sliko je okrasil svoj album The Pleasures of Electricity tudi John Foxx leta 2001.
Rockovska skupina Jethro Tull omenja Magritta v pesmi iz leta 1976 in album Hearts and Bones  (Srca in kosti) od Paula Simona iz leta 1983 ima pesem, ki se imenuje Rene and Georgette Magritte With Their Dog After The War (Rene in Georgette Magritte z njunim psom po vojni). Pevec Paul McCartney, dolgoletni privrženec Magritta, si lasti mnogo njegovih slik in trdi, da ga je Magrittova slika navdihnila, da je poimenoval medijsko korporacijo Beatlesov prav Apple. Magritte je tudi subjekt in naslov pesmi Johna Cala iz albuma HoboSapiens iz leta 2003. 
Številni filmi so vključili podobe, ki jih je navdihnil Magritte. Slika Sin človekov, v kateri možakarjev obraz prekriva jabolko, je omenjen v filmu Igrače z Robinom Williamsom iz leta 1992, filmu Afera Thomasa Crowna iz leta 1999 s Piercom Brosnanom in v kratkem filmu Ryan iz leta 2004. V filmu I Heart Huckabees iz leta 2004 je Magritte nakazan z junakom Bernardom Jaffejem, ki ga igra Dustin Hoffman, ko ta drži cilinder. Kot pravi Ellen Burstyn, je ikonski posnetek posterja v filmu The Exorcist navdušilo prav Magrittovo delo Kraljestvo svetilnika.
Španska televizijska oddaja El Planeta Imaginario (1983-1986) je posvetila dve epizodi Renéju Magrittu: M, el extraño viajero (M, čudni popotnik) in La Chimera (Himera). 
Magrittova slika Varljivost podob je omenjena v knjigi L. J. Smitha The Forbidden Game: The Chase (Prepovedana igra: Lov). V knjigi razlika med podobo in realnostjo postane ključni namig za rešitev celotnega spora. Ista slika (in njen napis To ni pipa) je navdihnila ustvarjalce grafike za video igro Rayman Raving Rabbids. Spletna igra Kingdom of Loathing se nanaša na to sliko, kot tudi na sliko Sin človekov.
Magritte je upodobljen skupaj z nekaj njegovimi deli na izdaji bankovca za 500 belgijskih frankov iz leta 2008. 21. novembra 2008 je brskalnik Google ustvaril na svoji domači strani logo v čast Magritta. Gre za mešanico dveh slik – Golconde in Sin človekov. Ta dan bi Magritte namreč praznoval svoj 110. rojstni dan. 
René Magritte je močno vplival na sodobne umetnike. Mednje spadajo: John Baldessari, Sherrie Levine, Ed Ruscha, Andy Warhol, Jasper Johns, Vija Celmins, Marcel Broodthaers in Martin Kippenberger. Nekatera dela teh umetnikov ponujajo direktno asociacijo z Magrittovimi slikami, druga pa ponujajo sodobni pogled na njegove abstraktne podobe.